# Ангелика Амон
Ангелика Б. Амон (на немски: Angelika B. Amon) австро-американски учен, клетъчен биолог, Катлийн и Къртис Марбъл професор по изследване на рака в Масачузетския технологичен институт в Кеймбридж. Изследванията на Амон се центрират върху това как хромозомите се регулират, удвояват и разделят в клетъчния цикъл.

## Биография
Родена е през 1967 година в Австрия. Интересът на Амон към растения и биология на животните е още от дете, като тя пази тетрадка пълна с изрезки от вестници и се мотивира да учи биология след като научава за генетиката на Мендел в средното училище. Бакалавърската си степен получава от Виенския университет, а след това продължава да учи там, като защитава докторат под ръководството на професор Ким Насмит в Изследователския институт за молекулярна патология през 1993 г. След това учи две години по постдокторска програма в Института Уайтхед в Кеймбридж, Масачузетс и впоследствие става сътрудник на института за три години. През 1999 г. започва работа в Центъра за изследвания на рака към МТИ и в департамента по биология на института, като през 2007 г. става пълен професор.
През 1998 г. Амон печели Президентската награда за ранна кариера за учени и инженери. През 2000 г. започва работа като сътрудник-изследовател в Медицинския институт „Хауърд Хюс“, а през 2003 е носител на наградата „Алън Уотърман“ на Националната научна фондация. През 2007 г. получава наградата „Пол Маркс“ за изследванията на рака, а през 2008 – наградата по молекулярна биология на Американската национална академия на науките. През 2017 г. става член на Американската академия на изкуствата и науките.
Член е на редакторската колегия на списание Current Biology.
Амон е омъжена и има две дъщери.

## Изследвания
Изследванията на Амон са свързани с това как клетките управляват и организират сегрегацията на хромозомите си по време на клетъчното делене. По-конкретно изследванията ѝ проучват регулацията на излизането от митоза, регулацията на мейотичното делене на клетките и ефектите от анеуплоидията върху нормалната физиология и канцерогенезата (израждането на клетките в ракови).
Като студентка, под ръководството на Насмит Амон, демонстрира, че CDC28 протеин киназата не е нужна за преминаване от метафаза към анафаза и протеолизата на CLB2 продължава до реактивация на CDC28 към края на фаза G1.
Лабораторията на Амон проучва най-вече дрожди (Saccharomyces cerevisiae) като модел за разбирането на управлението, което ръководи развитието на клетъчния цикъл. Като сътрудник в Уайтхед нейния екип открива, че гена и протеина CDC20 има решаваща роля в клетъчното делене. Нейният екип разкрива взаимодействие между фосфатазата и гена CDC14, които стартират излизането на клетките от митоза и влизането им във фаза G1. Екипът на Амон демонстрира, че CDC20 е целеви протеин в контролната точка на делителното вретено по време на митоза.
По-скорошната работа на Амон се отнася до изследване на регулацията на хромозомната сегрегация и това как хромозомите правилно се предават на гаметите при мейоза чрез изследване на регулаторните мрежи на гените. Тя открива две регулаторни мрежи (FEAR and MEN), които спомагат освобождаването на CDC14, който има потенциала да идентифицира механизмите, които управляват крайните стадии на митотичното клетъчно делене.
Нейната изследователска група създава хаплоидни клетки на дрожди, съдържащи допълнителни хромозоми и открива, че тези анеуплоидни нишки разкриват фенотипове, независими от идентичността на допълнителната хромозома като дефекти в развитието на клетъчното делене, повишени енергийни изисквания и смущения в биосинтезата на протеини. Амон също така проучва тризомията при мишките като модел за растеж и физиология на клетка на бозайник и показва, че анеуплодията при бозайници води до същия стресов отговор, както анеуплодията при дрождите. Изследванията на анеуплодията от страна на Амон имат потенциално приложение в областта на изследванията на рака.